# 梧桐山国家森林公园
梧桐山國家森林公園是位于中国广东省深圳市盐田区唯一的省级风景名胜区，位于东经113°17'～114°18',北纬22°23'～22°43'之沿海地区。
梧桐山国家森林公园於深圳市東部，西面是深圳水库，東面是盐田港，南北均是深圳市邊界。
梧桐山国家森林公园于1989年由中国林业部批准建立為国家级森林公园，广东省人民政府於1993年5月授予為省级风景名胜区。中国国务院並于2009年12月31日公布为国家级风景名胜区。梧桐山国家森林公园總面積678公顷，距深圳市区僅10公里，南面是大鹏湾，东面与盐田港及大小梅沙海滨公园相连，西面是沙頭角的中英街，与香港新界紅花嶺郊野公園僅一隅之隔。

## 外部連結
- 梧桐山国家级风景名胜区